# Gold (álbum de Sandy e Junior)
Gold é uma série que consiste de coletâneas de vários artistas. Em 2002, foi lançada uma coletânea com 14 sucessos da dupla Sandy & Junior até então.
A coletânea não contém nenhuma das canções de sucesso dos seis primeiros álbuns lançados pelos irmãos, provavelmente porque trata-se de álbuns lançados pela PolyGram, primeira gravadora dos cantores, que foi adquirida pela Universal Music tempos depois.
Apenas faixas contidas nos discos: Era Uma Vez... Ao Vivo, As Quatro Estações, Quatro Estações: O Show e Sandy & Junior foram incluídas, com exceção da faixa "Duas Sanfonas", com participação de Gilberto Gil e Milton Nascimento, que não está presente em nenhum álbum de Sandy & Junior, sendo parte do CD Gil & Milton.
A faixa "Era Uma Vez.." também chegou a fazer parte do álbum Sonho Azul, mas acabou entrando tempos depois como bônus no relançamento do disco, e é o tema de abertura da novela Era uma Vez..., da TV Globo, e tem a participação especial de Toquinho.

## Faixas
| N.º | Título                                                   | Compositor(es)                                               | Duração |  |
| 1.  | "Vamo Pulá!"                                             | Feio / Tiãozinho / Xororó                                    | 3:24    |  |
| 2.  | "O Amor Faz"                                             | Mauricio Gaetani                                             | 4:21    |  |
| 3.  | "A Lenda" (part. Roupa Nova)                             | Kiko / Ricardo Feghali / Nando                               | 4:31    |  |
| 4.  | "Enrosca"                                                | Guilherme Lamounier                                          | 3:06    |  |
| 5.  | "Duas Sanfonas" (part. Gilberto Gil e Milton Nascimento) |                                                              | 3:42    |  |
| 6.  | "No Fundo do Coração" (Truly Madly Deeply)               | D. Hayes / D. Jones (versão: Paulo Sérgio Valle)             | 4:01    |  |
| 7.  | "You're My #1" (ao vivo)                                 | Enrique Iglesias / Lester Mende (versão: Paulo Sérgio Valle) | 4:05    |  |
| 8.  | "Fascinação (Fascination)" (ao vivo)                     | F. D. Marchetti / M. De Feraudy (versão: Armando Louzada)    | 1:35    |  |
| 9.  | "Aprender a Amar"                                        | Ricardo Feghali / Nando                                      | 3:44    |  |
| 10. | "Na Boa, Sem Chorar"                                     | Sandy / Junior / Xororó                                      | 4:04    |  |
| 11. | "A Gente Dá Certo"                                       | Milton Guedes                                                | 3:36    |  |
| 12. | "Era Uma Vez…" (part. Toquinho)                          | Alvaro Socci / Cláudio Matta                                 | 3:15    |  |
| 13. | "As Quatro Estações"                                     | Sandy / Alvaro Socci                                         | 4:08    |  |
| 14. | "Endless Love"                                           | Lionel Richie                                                | 4:11    |  |